# Giambattista Scala
Giambattista Scala (Chiavari, 20 agosto 1817 – Lavagna, 3 dicembre 1876) è stato un mercante e diplomatico italiano.
Di origini liguri, dopo anni passati in Brasile nel 1851 si trasferì a Lagos. Nella città nigeriana, insieme ad alcuni suoi compatrioti, si inserì nella rete di rapporti economici della costa occidentale africana, tanto da essere considerato il primo commerciante europeo residente dopo la soppressione della tratta degli schiavi.
Fu un alfiere dell'espansione del commercio "lecito", come valido sostituto del commercio di merce umana, sviluppò forti legami con le etnie locali Yoruba e con gli inglesi.
Per alcuni anni rivestì la funzione di console del Regno di Sardegna in Africa Occidentale.